# フィーリン・オールライト
「フィーリン・オールライト」（Feelin' Alright?）は、イングランドのロック・バンドであるトラフィックが1968年に発表した楽曲。メンバーのデイヴ・メイスンによって作詞作曲され、セカンド・アルバム『トラフィック』に収録された。

## 概要
トラフィックは1967年12月にファースト・アルバム『ミスター・ファンタジー』を発表。その直後の1968年1月、メイスンはグループを脱退した。彼は次のように述べている。
1968年5月、メイスンはトラフィックに再加入。彼等はニューヨークのレコード・プラント・スタジオでセカンド・アルバムを制作し、本曲も録音された。メイスンはアコースティック・ギター、メンバーのスティーヴ・ウィンウッドがピアノとベースを担当した。
同年9月、アルバム発表に先立ってシングルとして発表され、ビルボード・Hot 100で123位を記録したが、本国イギリスではチャート入りを逃した。10月に発表されたセカンド・アルバム『トラフィック』に収録。
モノラル・ミックスのシングル・バージョンはアルバム『トラフィック』の再発盤CD（2001年）にボーナス・トラックとして収録された。

## カバー・バージョン
- デイヴ・メイスン - アルバム『Headkeeper』（1972年）[注釈 2]。『Certified Live』（1976年）など幾つかのライブ・アルバム[注釈 3]。
- ジョー・コッカー - アルバム『心の友』（1969年）[注釈 4]。ライブ・アルバム『マッド・ドッグス&イングリッシュメン』（1970年）。
- スリー・ドッグ・ナイト - アルバム『Suitable for Framing』（1969年）。
- デヴィッド・ラフィン - アルバム『Feelin' Good』（1969年）。
- ルル - アルバム『New Routes』（1970年）。
- ルー・ロウルズ - アルバム『You've Made Me So Very Happy』（1970年）。
- フィフス・ディメンション - アルバム『Portrait』（1970年）。
- ジュニア・ウォーカー&ジ・オール・スターズ - アルバム『Rainbow Funk』（1971年）。
- グランド・ファンク・レイルロード - アルバム『サバイバル』（1971年）。
- ジャクソン5 - アルバム『Goin' Back to Indiana』（1971年）。
- グラディス・ナイト&ザ・ピップス - アルバム『If I Were Your Woman』（1971年）。
- アイザック・ヘイズ - ライブ・アルバム『Live at the Sahara Tahoe』（1973年）。
- ポール・ウェラー - EP「Above the Clouds」（1992年）[5]。
- ヒューイ・ルイス - 映画『Duets』（2000年）のサウンドトラック。